# Hydraena melas
Hydraena melas is een keversoort uit de familie van de Waterkruipers (Hydraenidae). De soort werd wetenschappelijk beschreven in 1877 door de Oostenrijkse entomoloog Karl Wilhelm von Dalla Torre.
Hydraena melas werd in 2013 voor het eerst aangetroffen in Vlaanderen, in de Wissenbeemd in Bekkevoort. Ook in Nederland is het een zeer zeldzame soort. De eerste waarneming gebeurde in 1981 in Beertsenhoven (Zuid-Limburg).